# Umimachi Diary (phim)
Umimachi Diary (海街diary Em gái bé nhỏ) là phim điện ảnh Nhật Bản 2015 do Hirokazu Koreeda đạo diễn, với sự góp mặt của Haruka Ayase, Masami Nagasawa, Kaho và Suzu Hirose. Bộ phim là câu chuyện kể về ba chị em cùng chung sống ở Kamakura, và mời cô em gái cùng cha khác mẹ 14 tuổi về chung sống sau khi người cha chung của họ mất. Phim dựa trên loạt truyện manga cùng tên Umimachi Diary của tác giả Akimi Yoshida. Phim được đề cử tham gia giải thưởng Palme d'Or tại Liên hoan phim Cành cọ vàng 2015.

## Cốt truyện
Ba chị em gái Sachi Kouda (Haruka Ayase) 29 tuổi, Yoshino Kouda (Masami Nagasawa) 22 tuổi, và Chika Kouda (Kaho) 19 tuổi cùng sống chung trong một ngôi nhà cũ ở Kamakura, Nhật Bản do bà để lại.
Một ngày nọ, họ nhận được tin về cái chết của bố mình. Bố mẹ 3 chị em đã ly hôn từ khi họ còn nhỏ, và người bố đã rời đi. Cả ba người đã không gặp ông trong suốt 15 năm. Khi nghe tin ông mất, mấy chị em về dự đám tang bố, và tại đây, họ gặp được cô em gái cùng cha khác mẹ của mình là Suzu Asano (Suzu Hirose). Cô bé đã 14 tuổi và không còn ai chăm sóc. Vào lúc này, chị cả Sachi quyết định mời Suzu về sống chung cùng họ.

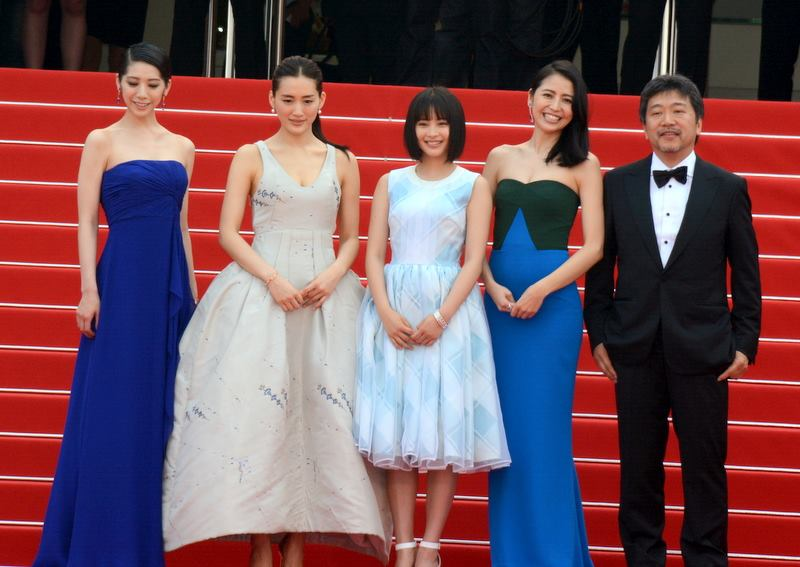
Đạo diễn và diễn viên ra mắt tại Liên hoan phim Cành cọ vàng 2015.

## Diễn viên
- Haruka Ayase trong vai Sachi Kōda
- Masami Nagasawa trong vai Yoshino Kōda
- Kaho trong vai Chika Kōda
- Suzu Hirose trong vai Suzu Asano
- Ryo Kase trong vai Sakashita
- Kirin Kiki trong vai Fumiyo Kikuchi
- Lily Franky trong vai Sen-ichi Fukuda
- Jun Fubuki trong vai Sachiko Ninomiya
- Shinichi Tsutsumi trong vai Kazuya Shiina
- Shinobu Otake trong vai Miyako Sasaki

## Sản xuất
Phim được sản xuất bởi Fuji TV, Shogakukan, Toho và Gaga Corporation. Phim bắt đầu bấm máy từ 2014.

## Công chiếu
Phim được công chiếu tại Nhật Bản từ ngày 13 tháng 6 năm 2015. Phim cũng được công chiếu ở Luân Đôn, Anh vào ngày 14 tháng 10 năm 2015 tại Liên hoan phim BFI Luân Đôn 

## Doanh thu
Phim đạt doanh thu 1,55 tỉ yên Nhật tại các phòng vé ở Nhật Bản.

## Tiếp nhận
Rotten Tomatoes tổng hợp có 93% ủng hộ cho Umimachi Diary, dựa trên 42 bình chọn. Phim cũng đạt được 68/100 trên Metacritic. và 90/100 trên Asianwiki dựa trên 165 bình chọn.
Diễn xuất của các diễn viên cũng nhận được đánh giá tích cực từ giới phê bình. Bốn nữ diễn viên trong vai chị em đều nhận được giải hoặc đề cử tại Giải Viện Hàn lâm Nhật Bản lần thứ 39. (Haruka Ayase được đề cử cho hạng mục Nữ diễn viên chính xuất sắc nhất, Masami Nagasawa và Kaho được đề cử cho hạng mục Nữ diễn viên phụ xuất sắc nhất và Suzu Hirose giành được giải Diễn viên trẻ của năm).
Phim cũng giành được giải thưởng được khán giả yêu thích tại liên hoan phim quốc tế San Sebastián.

## Liên hoan phim
| Năm  | Liên hoan phim                                      | Hạng mục                      |
| ---- | --------------------------------------------------- | ----------------------------- |
| 2015 | Liên hoan phim Cành cọ vàng 2015 lần thứ 68         | Phim công chiếu trên thế giới |
| 2015 | Liên hoan phim quốc tế New Horizons 2015 lần thứ 15 | Panorama                      |
| 2015 | Liên hoan phim quốc tế Toronto 2015 lần thứ 40      | Phim công chiếu ở Bắc Mỹ      |
| 2015 | Liên hoan phim quốc tế Busan 2015 lần thứ 20        | Trình diễn Gala               |
| 2015 | Liên hoan phim quốc tế Tokyo 2015 lần thứ 28        | Nhật Bản nay                  |

## Giải thưởng
| Năm  | Giải thưởng                           | Hạng mục                         | Người được đề cử | Kết quả   |
| ---- | ------------------------------------- | -------------------------------- | ---------------- | --------- |
| 2016 | Giải Viện Hàn lâm Nhật Bản lần thứ 39 | Phim điện ảnh xuất sắc của năm   |                  | Đoạt giải |
| 2016 | Giải Viện Hàn lâm Nhật Bản lần thứ 39 | Đạo diễn của năm                 | Hirokazu Koreeda | Đoạt giải |
| 2016 | Giải Viện Hàn lâm Nhật Bản lần thứ 39 | Diễn viên trẻ của năm            | Suzu Hirose      | Đoạt giải |
| 2016 | Giải Viện Hàn lâm Nhật Bản lần thứ 39 | Quay phim xuất sắc nhất          | Mikiya Takimoto  | Đoạt giải |
| 2016 | Giải Viện Hàn lâm Nhật Bản lần thứ 39 | Đạo diễn ánh sáng xuất sắc nhất  | Norikiyo Fujii   | Đoạt giải |
| 2016 | Giải Viện Hàn lâm Nhật Bản lần thứ 39 | Nữ diễn viên chính xuất sắc nhất | Haruka Ayase     | Đề cử     |
| 2016 | Giải Viện Hàn lâm Nhật Bản lần thứ 39 | Nữ diễn viên phụ xuất sắc nhất   | Kaho             | Đề cử     |
| 2016 | Giải Viện Hàn lâm Nhật Bản lần thứ 39 | Nữ diễn viên phụ xuất sắc nhất   | Masami Nagasawa  | Đề cử     |

## Đường dẫn ngoài
- Website chính thức (tiếng Nhật)
- 海街diary(2015) tại allcinema (tiếng Nhật)
- 海街diary tại KINENOTE (tiếng Nhật)
- Our Little Sister trên Internet Movie Database